# Care Santos
Care Santos i Torres (Mataró, 8 aprile 1970) è una scrittrice e critica letteraria spagnola.

## Biografia
Nata a Mataró, in provincia di Barcellona, nel 1970, ha studiato giurisprudenza e filologia spagnola all'Università di Barcellona. Terminati gli studi ha iniziato a lavorare come giornalista per diverse testate quali Tiempo, Quimera e Historia y Vida e nel 1992 ha fondato l'Asociación de Jóvenes escritores della quale è stata presidente fino al 1998.
A partire dal suo esordio, nel 1995, con la raccolta di racconti Cuentos cítricos, ha pubblicato numerose opere tra romanzi, collezioni di poesie e opere per l'infanzia e per l'adolescenza. Tradotta in francese, tedesco, portoghese, lituano e coreano, nel 2017 si è aggiudicata la 73ª edizione del Premio Nadal con il thriller storico La cena dei segreti.

## Opere

### Romanzi
- El tango del perdedor (1997)
- Trigal con cuervos (1999)
- Aprender a huir (2002)
- El dueño de las sombras (2006)
- El síndrome Bovary (2007)
- La morte di Venere (La muerte de Venus, 2007), Roma, Vertigo, 2010, traduzione di Manuela Piemonte ISBN 978-88-6206-023-3.
- Hacia la luz (2008)
- El mejor lugar del mundo es aquí mismo (2008)
- Il colore della memoria (Habitaciones cerradas, 2011), Milano, Salani, 2012, traduzione di Claudia Marseguerra ISBN 978-88-6256-719-0.
- Esta noche no hay luna llena(2012)
- El aire que respiras (2013)
- Tre tazze di cioccolata (Deseo de chocolate, 2014), Milano, Salani, 2015, traduzione di Sara Cavarero ISBN 978-88-6918-013-2.
- La cena dei segreti (Media vida, 2017), Milano, Salani, 2018, traduzione di Sara Cavarero ISBN 978-88-93814-24-9.
- Todo el bien y todo el mal (2018)

### Raccolte di racconti
- Cuentos cítricos (1995)
- Intemperie (1996)
- Ciertos testimonios (1999)
- Solos (2000)
- Matar al padre (2004)
- Los que rugen (2009)

### Libri per l'infanzia
- Quiero ser mayor (2005)
- Vendesi mamma (Se vende mamá, 2009), San Dorligo della Valle, Einaudi Ragazzi, 2014 traduzione di Lidia Somma ISBN 978-88-6656-137-8.

### Serie "Inseparables para siempre"
- Cómo nos hicimos amigas (2003)
- Sé tú misma (2003)
- Ser feliz es fácil (2004)
- Prohibido enamorarse (2004)
- Dime la verdad (2004)
- ¡Cuenta hasta diez! (2005)

### Narrativa young-adult
- La muerte de Kurt Cobain (1997)
- Okupada (1997)
- Te diré quién eres (1999)
- Sulla rotta dell'uragano (La ruta del huracán, 2000), Milano, Mondadori, 2005 traduzione di Michela Finassi Parolo ISBN 88-04-54828-2.
- Hot Dogs (2000)
- Krysis (2002)
- Laluna.com (2003)
- Operación Virgo (2003)
- Los ojos del lobo (2004)
- El anillo de Irina (2005)
- El circuito de Montecarlo (2006)
- El dueño de las sombras (2006)
- Un camí dins la boira (2007)
- Pídeme la luna (2007)
- Dos Lunas (2008)
- Bel. Amor más allá de la muerte (2009)
- Crypta (2010)
- Mentira (2015)
- Verdad (2017)

### Poesia
- Hiperestesia (1999)
- Disección (2007)

## Riconoscimenti (parziale)
- 2007 - Premio Carmen Conde
  - Vincitrice con Disección[7]

- 2014 - Premio Ramon Llull de novela
  - Vincitrice con Tre tazze di cioccolata[8]

- 2017 - Premio Nadal
  - Vincitrice con La cena dei segreti[6]